# كريس سانت كروا
كريس سانت كروا (بالإنجليزية: Chris St. Croix)‏ هو لاعب هوكي الجليد أمريكي، ولد في 2 مايو 1979 في فورهيز ‏ في الولايات المتحدة.

## وصلات خارجية
- كريس سانت كروا على موقع دوري الهوكي الوطني (الإنجليزية)
- كريس سانت كروا على موقع EliteProspects.com (الإنجليزية)
- كريس سانت كروا على موقع HockeyDB.com (الإنجليزية)